# جيسي بيكر
جيسي بيكر (بالإنجليزية: Jesse Baker)‏ هو لاعب كرة قاعدة أمريكي، ولد في 4 مارس 1895 في كليفلاند في الولايات المتحدة، وتوفي في 29 يوليو 1976 في West Los Angeles ‏ في الولايات المتحدة.

## وصلات خارجية
- جيسي بيكر على موقعبيزبول رفرنس.كوم (الدوري الرئيسي) (الإنجليزية)
- جيسي بيكر على موقعبيزبول رفرنس.كوم (الدوري الثانوي) (الإنجليزية)